# Вишняки (Запорізький район)
Вишняки́ — село в Україні, у Вільнянській міській громаді Запорізького району Запорізької області. До 2020 орган місцевого самоврядування — Любимівська сільська рада.
Площа села — 42 га. Кількість дворів — 0, кількість населення на 1 січня 2007 року — 0 чол.

## Географія
Село Вишняки знаходиться на відстані 1,5 км від сіл Веселотернувате і Скелювате. Понад селом протікає пересихаюча балка Скедювате з загатою.
Село розташоване за 15 км від центру громади, за 34 км від обласного центру. Найближча залізнична станція — Вільнянськ — знаходиться за 15 км від села.

## Історія
Село утворилось як хутір в 1918 р. на березі невеликої річки Скелюватої — притоки р. Вільнянка.
В 1932-1933 селяни пережили сталінський геноцид.
З 24 серпня 1991 року село входить до складу незалежної України.
12 червня 2020 року, відповідно до Розпорядження Кабінету Міністрів України від № 713-р «Про визначення адміністративних центрів та затвердження територій територіальних громад Запорізької області», увійшло до складу Вільнянської міської громади.
19 липня 2020 року, в результаті адміністративно-територіальної реформи та ліквідації Вільнянського району, село увійшло до складу новоутвореного Запорізького району.